# Adelopteromyia ulrici
Adelopteromyia ulrici är en tvåvingeart som beskrevs av Borgmeier 1958. Adelopteromyia ulrici ingår i släktet Adelopteromyia och familjen puckelflugor. Inga underarter finns listade i Catalogue of Life.